# Erwin Kräutler
Erwin Kräutler (ur. 12 lipca 1939 w Koblach) – austriacki duchowny rzymskokatolicki posługujący w Brazylii, w latach 1981–2015 biskup prałat Xingu.

## Życiorys
Święcenia kapłańskie przyjął 3 lipca 1965. 7 listopada 1980 został prekonizowany koadiutorem prałatury terytorialnej Xingu. Sakrę biskupią otrzymał 25 stycznia 1981. 2 września 1981 objął urząd ordynariusza. 23 grudnia 2015 przeszedł na emeryturę.